# An Cư (phường)
An Cư là một phường cũ thuộc quận Ninh Kiều, thành phố Cần Thơ, Việt Nam.

## Địa lý
Phường An Cư nằm ở trung tâm quận Ninh Kiều, có vị trí địa lý:
- Phía đông giáp phường Tân An
- Phía tây giáp các phường An Nghiệp và An Phú
- Phía nam giáp các phường An Phú và Tân An
- Phía bắc giáp các phường Tân An và Thới Bình.

Phường có diện tích 0,61 km², dân số năm 2022 là 23.313 người, mật độ dân số đạt 38.218 người/km².

## Lịch sử
Trước đây, An Cư là một phường thuộc thành phố Cần Thơ, tỉnh Cần Thơ cũ.
Ngày 21 tháng 4 năm 1979, Hội đồng Chính phủ ban hành Quyết định số 174-CP. Theo đó, chia phường An Cư thành hai phường An Cư và An Hội.
Ngày 2 tháng 1 năm 2004, Chính phủ ban hành Nghị định 05/2004/NĐ-CP. Theo đó, chuyển phường An Cư về quận Ninh Kiều mới thành lập.
Ngày 28 tháng 9 năm 2024, Ủy ban Thường vụ Quốc hội ban hành Nghị quyết số 1192/NQ-UBTVQH15 về việc sắp xếp đơn vị hành chính cấp xã của thành phố Cần Thơ giai đoạn 2023 – 2025 (nghị quyết có hiệu lực từ ngày 1 tháng 11 năm 2024). Theo đó, sáp nhập toàn bộ 0,61 km² diện tích tự nhiên và quy mô dân số là 23.313 người của phường An Cư vào phường Thới Bình.